# 当別町立西当別中学校
当別町立西当別中学校（とうべつちょうりつにしとうべつちゅうがっこう）は、北海道石狩郡当別町獅子内5134-1にある公立中学校。2学期制。
校舎は鉄筋コンクリートの二階建て。体育館は木造。かつては校舎南部にプールを併設していた。

## 沿革
- 1947年（昭和22年）5月 - 当別町立西当別中学校が獅子内小学校に併置開校
- 1948年（昭和23年）1月 - 校訓制定「協和・自立・創意・健康」
- 1948年（昭和23年）8月 - 独立校舎落成式（総坪数107.5坪、総工費85万円）
- 1951年（昭和26年）9月 - 校歌制定（作詞 坂本亮、作曲 倉島繁）
- 1975年（昭和50年）4月 - 北海道教育実践研究論文受賞
- 1997年（平成9年）3月 - 平成8年度北海道体育賞受賞
- 1997年（平成9年）10月 - 全国税に関する学校表彰受賞
- 1999年（平成11年）1月 - 新校訓制定「響き合おう 心豊かに たくましく」
- 2000年（平成12年）2月 - 校舎増築工事終了
- 2003年（平成15年）8月 - 全国中体連新体操　個人総合2位
- 2017年（平成29年）4月 - 小中一貫教育導入

## 教育指針
21世紀のイメージ
- 地球規模の自然環境を意識し、共に生きる社会の創造

21世紀のめざす人間像
- 地球規模で環境・資源・エネルギーを大切にできる人間
- 主体的・創造的に社会の変化に対応できる人間
- 国際的視野で日本の歴史や文化を継承・発展できる人間

教育目標(私たちの目標)
「ここ西当別の大地で、高い知性・強い意志・健やかな体を求め、自らの進路を切り拓こう」
- 【知】高い知性……学習のきまりが守られているか。生活のきまりが守られているか。
- 【徳】強い意志……みんなと助け合っているか。掃除や係活動を最後までやっているか。
- 【体】健やかな体……すがすがしい挨拶ができているか。

教育活動（私たちの活動）
- 響きあう心
共学…共に学び
共感…共に感じ
共働…共に働く

## 方針
1. 全教職員が、公教育に携わる使命感と責務を自覚し、学校教育目標の具現化や学校課題の達成を目指し、共通理解と相互信頼の上に効率的な組織運営と協働体制の確立を図り、創意と主体性が発揮される活力ある学校経営に努める。
2. 全ての教育活動の主体は生徒であることを原点に据え、一人ひとりの生徒を大切にした心の触れあいを基盤として生徒と教師の理解と共感・信頼の関係を強め、自己実現を促す指導に努める。
3. 学習指導の充実を期し、研究主題の解明を図る組織的・計画的な研究実践を着実に進めると共に、全教職員が専門職としての職能向上と人間的な成長に向けて自主的・積極的な研修に努める。
4. 開かれた学校経営を推進し、保護者・地域の教育への願いを受け止めると共に、相手の理解と連携・協力を深め、地域に根ざした教育の推進に努める。

## 校章
六角形で雪の結晶をあらわし、北海道の学校であることを示している。まわりには「西」と「当」、中央に「中」の字を置くことで西当別中学校を示している。

## 部活動
運動系
- 野球部
- バスケットボール部（男女）
- バレーボール部（女子）
- 卓球部（男女）
- 陸上部（男女）

文化系
- 美術部

（2019年10月28日現在）